# 中国人民武装警察部队太原指挥学院
37°37′56″N 112°22′58″E / 37.63219°N 112.38264°E
中国人民武装警察部队太原指挥学院，简称武警太原指挥学院，是曾经存在的一所武警部队初级指挥干部军事高等院校，隶属武警山西总队，正师级。现已撤销，改建为训练基地。
学院面向北京、天津、陕西、合肥、内蒙古招收应届高中毕业生，轮训武警指挥干部。

## 历史与沿革
- 1985年7月8日，国务院批准武警山西总队教导大队正式改建中国人民武装警察部队太原指挥学校（武警太原指挥学校）。
- 2004年，建立中国人民武装警察部队指挥学院太原分院，合署办公。
- 2006年，武警太原指挥学校、武警指挥学院太原分院合并，升格中国人民武装警察部队太原指挥学院。
- 2011年，撤销，改建为训练基地。

## 专业
- 武警指挥专业